# Y'all
Y'all, a veces escrito como «ya'll», «yawl» o «yaw» y arcaicamente escrito «you-all», es una gramaticalización fusionada de la frase «you all». Se usa principalmente como un pronombre plural de segunda persona y menos comúnmente como un pronombre singular de segunda persona. Solía creerse que se había originado en el sur de Estados Unidos, por lo que se lo relaciona especialmente con el inglés de dicha región, con el inglés vernáculo afroamericano y algunos dialectos del occidente de Estados Unidos.

## Uso
Actualmente hay seis propiedades reconocidas que y'all sigue:
1. Un reemplazo para el plural de you.
  - Ejemplo: «Y'all can use the internet at the same time».
2. Un plural asociativo que incluyen individuos relacionados mas no presentes con el interlocutor a quien nos dirigimos.
  - Ejemplo: «We're free after 10», John dice. «Y'all can come over at around 10:30», Chris contesta.
    - Chris explica a John que él y los amigos de John, quienes no están presentes en ese momento, pueden venir como a las 10:30. Chris está hablando con John, pero lo trata como un representante de los otros (sus amigos).
3. Un plural institucional dirigido a una persona que representa un grupo.
  - Ejemplo: «Y'all sell the best candies in the south, Mrs. Jo Jelly».
    - Los Srs. Johnson, que son los representantes de un pequeño negocio de caramelos, los reciben.
4. Un desconocido potencial referente; uso impersonal y retórico.
  - Ejemplo: En el cielo, Alex grita «Y'all can't beat me!» 
    - Alex está gritando a un grupo desconocido.
5. Una forma para dirigirse directamente en ciertos contextos (despedidas, saludos, invitaciones y vocativos).
  - Ejemplo: «Howdy, Y'all».
    - Un saludo que se dirige a una multitud de personas sin referencia a una sola identidad que abarca esa multitud.
6. Una distinta preferencia de estilo en tono (en la intimidad, familiaridad e informalidad).
  - Ejemplo: «You all look tough, but y'all aren't!».
    - Y'all permite una rápida cláusula de tres sílabas que es más fácil de decir que «but you all aren't».

Y'all es usado también en la frase «all y'all», la cual es una forma más incluyente comparable a «all of you». Esto puede causar algo de diversión mientras «all y'all» puede interpretarse como «all of you all». Nótese que we puede usarse como la primera persona análoga de y'all para las primeras tres propiedades enlistadas antes.

## Origen
Desafortunadamente, ninguno de los orígenes propuestos está totalmente claro. 
Es una creencia común que la gente del Estados Unidos Sureño inventó y’all para reemplazar «you all», debido a su conveniencia. Prefieren decir you all, you-uns, you lot o you guys; y’all puede construirse como un elemento sencillo que requiere solo un morfema. Algunos arguyen que el patrón de y’all no favorece la contracción you+all porque probablemente podría derivar you’ll en vez de y’all como we+all nos lleva a we’ll'.[cita requerida] 
Esto no explica por qué «we’ll» es una contracción de «we will» y «you’ll» es una contracción de «you will», lo que nos lleva a conjeturar que «y’all» es apócope de «you all». «You all» tiene un fonema vocal diferente que «you will» y su contracción debe incorporarse a esto para ser distinta. 
Aunque el argumento de la contracción you all puede tener sentido cuando consideramos el vernáculo de hoy, es prudente considerar lo vernáculo que existió en la época probable de la invención de y’all. A finales de 1700s, los inmigrantes escoceses-irlandeses se había establecido en el Estados Unidos Sureño. Está bien establecido que estos inmigrantes con frecuencia usaban el término ye aw. Alguna evidencia sugiere que y'all podría haber evolucionado de ye aw debido a la influencia de esclavos africanos que pueden haber adaptado el término escocés-irlandés.
El origen ye+aw puede ser la variación aparente del moderno y’all, por lo que algunos ponen el apóstrofo después de la 'a' (ya’ll). Esto sugiere que y’all podría ser una contracción de ya all. Esto se ilustra en la frase «Ya’ll come back now, ya hear!» y un anuncio reciente de Best Western.
Hoy la evolución de y’all continúa. Parece ser una tendencia creciente, especialmente en Internet, escribirlo sin apóstrofo, yall, que si se vuelve de uso común se haría un pronombre normal, más bien como el holandés jullie. 

## Controversia
Hay un desacuerdo de mucho tiempo sobre si y'all puede tener principalmente referencia singular. Mientras que y'all se usa generalmente en el sur de Estados Unidos como el plural de «you», una escasa pero minoría vocal (por ejemplo, Eric Hyman) arguyen que el término puede usarse en  singular. Agregando confusión a este problema está que los observadores pueden atestiguar el uso dirigiéndosa a una sola persona como y'all si el que habla quiere referirse a otros no presentes: «Have y'all [you and others] had dinner yet?» (para la cual la respuesta sería, «Yes, we have», aunque una sola persona ha contestado.)
Un lingüista ha argüido que el singular y'all es en realidad una forma amable de dirigirse, que corresponde a 'vous' en francés, 'usted' en español y 'Sie' en alemán.
H. L. Mencken arguyó que y'all o you-all no puede tener una referencia singular:

es un artículo cardinal de fe en el sur… Sin embargo, ha sido cuestionado con frecuencia y con una muestra considerable de evidencia. 99 veces de cien, para estar seguros, you-all indica plural, implícito si no explícito, y de esta manera significa, cuando se dirige a una sola persona, 'tú y tus amigos' o algo parecido, pero la centésima vez  es imposible descubrir alguna extensión de significado.
H.L. Mencken, The American language : an inquiry into the development of English in the United States1948, p.337